# Halálhajó (film, 1997)
A Halálhajó (eredeti cím: Event Horizon) 1997-ben bemutatott 96 perces amerikai film. A filmet Paul W.S. Anderson rendezte, a zenéjét Michael Kamen és az Orbital szerezte, a főbb szerepekben Laurence Fishburne és Sam Neill látható.

## Tartalom
Az egyik űrsiklót azzal a feladattal bízzák meg, hogy menjen el és nézzen utána a régen eltűnt Event Horizon nevű űrhajónak, mert most új fejleményekről érkezett hír. Az oda vezető úton William Weir, az Event Horizon tervezője felvázolja a legénységnek a legfontosabb tudnivalókat egy rögtönzött fizikaóra kíséretében, de sok felmerülő kérdést nem tudott megmagyarázni, ezért a kapitány és a többiek vegyes várakozással tekintenek az elvégzendő feladat elé. Aztán amikor megérkeznek a célhoz, furcsa dolgok kezdenek történni, és az Event Horizonról jött utolsó üzenet sem ad okot az örömre. Később azonban a helyzet teljesen elfajul, és a kezdeti rémálomszerű hallucinációkat és a megmagyarázhatatlan viselkedéseket halálesetek is követik.

## Szereplők
| Karakter              | Színész            | Magyar hang       |
| --------------------- | ------------------ | ----------------- |
| Miller kapitány       | Laurence Fishburne | Vass Gábor        |
| Dr. William Weir      | Sam Neill          | Dörner György     |
| Peters, medikus       | Kathleen Quinlan   | Molnár Zsuzsa     |
| Starck hadnagy        | Joely Richardson   | Náray Erika       |
| Cooper                | Richard T. Jones   | Kőszegi Ákos      |
| Justin                | Jack Noseworthy    | Fekete Zoltán     |
| D.J.                  | Jason Isaacs       | Jakab Csaba       |
| Smith                 | Sean Pertwee       | Haás Vander Péter |
| John Kilpack kapitány | Peter Marinker     | Juhász György     |
| Claire                | Holley Chant       | Biró Anikó        |
| Denny Peters          | Barclay Wright     |                   |
| Edward Corrick        | Noah Huntley       | Lux Ádám          |
| Mentő egyes           | Robert Jezek       | Pálfai Péter      |

## Értékelések
- Entertainment Weekly – 67/100
- USA Today – 63/100
- Los Angeles Times – 60/100
- San Francisco Chronicle – 50/100
- San Francisco Examiner – 50/100
- The New York Times – 50/100
- Variety – 50/100
- The Washington Post – 30/100
- Dallas Observer – 10/100
- Chicago Reader – 0/100